# Thoát Thoát
| Nhị thập tứ sử | Nhị thập tứ sử | Nhị thập tứ sử              | Nhị thập tứ sử |
| -------------- | -------------- | --------------------------- | -------------- |
| STT            | Tên sách       | Tác giả                     | Số quyển       |
| 1              | Sử ký          | Tư Mã Thiên                 | 130            |
| 2              | Hán thư        | Ban Cố                      | 100            |
| 3              | Hậu Hán thư    | Phạm Diệp                   | 120            |
| 4              | Tam quốc chí   | Trần Thọ                    | 65             |
| 5              | Tấn thư        | Phòng Huyền Linh (chủ biên) | 130            |
| 6              | Tống thư       | Thẩm Ước                    | 100            |
| 7              | Nam Tề thư     | Tiêu Tử Hiển                | 59             |
| 8              | Lương thư      | Diêu Tư Liêm                | 56             |
| 9              | Trần thư       | Diêu Tư Liêm                | 36             |
| 10             | Ngụy thư       | Ngụy Thâu                   | 114            |
| 11             | Bắc Tề thư     | Lý Bách Dược                | 50             |
| 12             | Chu thư        | Lệnh Hồ Đức Phân (chủ biên) | 50             |
| 13             | Tùy thư        | Ngụy Trưng (chủ biên)       | 85             |
| 14             | Nam sử         | Lý Diên Thọ                 | 80             |
| 15             | Bắc sử         | Lý Diên Thọ                 | 100            |
| 16             | Cựu Đường thư  | Lưu Hú (chủ biên)           | 200            |
| 17             | Tân Đường thư  | Âu Dương Tu, Tống Kỳ        | 225            |
| 18             | Cựu Ngũ Đại sử | Tiết Cư Chính (chủ biên)    | 150            |
| 19             | Tân Ngũ Đại sử | Âu Dương Tu (chủ biên)      | 74             |
| 20             | Tống sử        | Thoát Thoát (chủ biên)      | 496            |
| 21             | Liêu sử        | Thoát Thoát (chủ biên)      | 116            |
| 22             | Kim sử         | Thoát Thoát (chủ biên)      | 135            |
| 23             | Nguyên sử      | Tống Liêm (chủ biên)        | 210            |
| 24             | Minh sử        | Trương Đình Ngọc (chủ biên) | 332            |
| -              | Tân Nguyên sử  | Kha Thiệu Mân (chủ biên)    | 257            |
| -              | Thanh sử cảo   | Triệu Nhĩ Tốn (chủ biên)    | 529            |

Thoát Thoát (tiếng Mông Cổ: Тогтох, Tuotuo; chữ Hán: 脱脱; 1314-1355) hay Thác Khắc Thác (托克托, Toktoghan), Thoát Thoát Thiếp Mộc Nhĩ (脱脱帖木兒, Tuotuo Timur), tự Đại Dụng (大用) là một nhà chính trị và danh tướng sống vào cuối thời nhà Nguyên trong lịch sử Trung Quốc, kiêm chức ngự sử đại phu của triều đình nhà Nguyên. Ông là nhà sử học được giao chủ biên ba trong số 24 bộ sử chính thức của Trung Quốc là Tống sử, Liêu sử và Kim sử. Về sau, ông bị vu oan, bị lưu đày và bị sát hại. Không còn ông, triều đình nhà Nguyên cũng mất đi một nhà quân sự đủ khả năng đàn áp cuộc khởi nghĩa Khăn Đỏ, một cuộc nổi loạn của người Hán bắt đầu vào đầu thập niên 1350 nhằm chống lại sự cai trị của người Mông Cổ.

## Tiểu sử
Thoát Thoát là người Miệt Nhi Khất (蔑兒乞, Merkit) thuộc tộc Mông Cổ. Ông từ nhỏ đã được nuôi dưỡng trong nhà người cậu là Bá Nhan, đại thừa tướng trong triều đình của Nguyên Huệ Tông. Em gái của ông, Bá Nhan Hốt Đô, về sau trở thành Hoàng hậu chính thất của vua Nguyên Huệ Tông.
Thầy học của Thoát Thoát là Ngô Trực Phương người Phố Giang, người đã dạy ông theo đường lối Nho giáo, nhờ đó mà ông đã tỏ ra rất tinh tường về văn hóa Trung Quốc từ khi còn nhỏ. Ngoài ra, Thoát Thoát cũng thông hiểu binh pháp và có tài thao lược, từng được vua Nguyên Văn Tông đánh giá cao.

## Sự nghiệp

### Thời kỳ nhiếp chính đầu tiên
Năm Nguyên Thống thứ 2 (1334), Thoát Thoát nhậm chức ngự sử đại phu. Trong thời gian này, trung thư hữu thừa tướng của triều đình là Bá Nhan lạm dụng quyền hành khiến vua Huệ Tông phải gửi mật thư nhờ Thoát Thoát lập kế lật đổ ông cậu. Bản thân cha con Thoát Thoát cũng lo sợ rằng tính cách đầy tham vọng của cậu mình sẽ làm tổn hại đến uy tín của gia đình họ, nên quyết định liên minh với hoàng đế để đối phó với Bá Nhan.
Tới năm 1340 thì Bá Nhan bị đánh bật khỏi triều đình trong một cuộc đảo chính, người thay thế vào vị trí này một năm sau đó chính là Thoát Thoát. Năm Chí Chính thứ 3 (1343), Thoát Thoát đứng ra chủ biên soạn 3 bộ sử chính thống là Tống sử (宋史), Liêu sử (辽史) và Kim sử (金史). Trước đó một số học giả người Hán cho rằng hoàng gia nhà Liêu xuất thân từ các bộ tộc du mục vì vậy bộ Liêu sử không xứng đáng góp mặt trong danh sách các bộ sử chính thống của Trung Quốc. Chỉ tới khi Thoát Thoát đảm nhận vai trò ngự sử đại phu, ông mới quyết định đối xử ngang hàng cả ba triều đại Liêu, Kim và Tống. Ba bộ sách này được hoàn thành trong thời gian rất ngắn khiến cho các học giả người Hán sau này chỉ trích Thoát Thoát về độ chân thực của cả ba bộ sử chính thống mà ông chủ biên, đặc biệt bộ Liêu sử chỉ được soạn trong duy nhất một năm vì vậy nó bị coi là có chất lượng soạn và độ tin cậy kém hơn so với các bộ sử chính thống khác.
Dù sao thì vào những năm đầu nhiếp chính, những cải cách chính trị của Thoát Thoát đã mang lại những thành công nhất định. Ông thậm chí được mọi người gọi là hiền tướng. Tuy nhiên, khi vua Huệ Tông đề bạt Biệt Nhi Khiếp Bất Hoa (Berke-Buqa) làm Trung thư tả thừa tướng, người này do không ưa Thoát Thoát nên thường nói xấu ông với hoàng đế và các đại thần. Năm 1344, khi kế hoạch chuyển hướng sông Vĩnh Định để tạo điều kiện thuận lợi cho việc vận chuyển hàng hóa bằng đường thủy đến Đại Đô (Bắc Kinh ngày nay) vấp phải sự phản đối gay gắt, Thoát Thoát nhận thấy mọi người trong triều đang xa lánh mình, bèn cáo bệnh từ quan, theo cha đi Cam Túc.

### Thời kỳ nhiếp chính thứ hai
Trong những năm thập niên 1330, bệnh dịch và nạn đói đã tàn phá khu vực sông Hoài, trong khi tình trạng bất ổn chính trị liên tục xuất hiện ở các vùng biên giới Hoa Nam, Mãn Châu và Tây Tạng. Lũ lớn sông Hoàng Hà đã làm ngập lụt hơn một thập kỷ ở các thành thị lân cận, khiến Đại Vận Hà không còn hoạt động và buộc thuyền bè vận tải phải chuyển hướng đến một con kênh mới ở phía bắc bán đảo Sơn Đông. Trong khi đó, nạn cướp biển khiến con đường vận chuyển ngũ cốc bằng đường biển từ Hoa Nam đến kinh đô ngày càng trở nên rủi ro. Người kế nhiệm chức vụ của Thoát Thoát, Biệt Nhi Khiếp Bất Hoa, không đủ năng lực để giải quyết tất cả những vấn đề đó. Kỳ hoàng hậu, người vốn có quan hệ thân thiết với Thoát Thoát và rất được Nguyên Huệ Tông sủng ái, lúc ấy đã khuyên hoàng đế dùng lại ông để cứu vãn tình hình. Do đó, vào tháng 8 năm 1349, Thoát Thoát được gọi quay lại triều đình vì chính sự nhà Nguyên lúc này đã thực sự bắt đầu trở nên rối loạn. Với sự ủng hộ của Huệ Tông, Thoát Thoát chủ trương định tuyến lại sông Hoàng Hà để đưa dòng chảy trở lại con kênh phía nam của nó như một cách để sửa chữa Đại Vận Hà, đồng thời phái Giả Lỗ đi trị thủy Hoàng Hà. Vào tháng 4 năm 1351, ông bắt đầu dự án của mình, sử dụng 150.000 dân phu, 20.000 binh lính và 1.845.636 tiền giấy để sửa kênh. Việc phát hành tiền giấy trước đó đã bị hạn chế bởi dự trữ bạc. Để đối phó với tình hình, ông cho phát hành một loại tiền mới lấy tên "Chí Chính giao sao" (至正交鈔), đồng thời in ra hai triệu tiền giấy chưa đóng bìa để trả cho các chi phí lao động và vật liệu. Điều này chắc chắn đã ảnh hưởng đến nền kinh tế chung của đế quốc. Tuy nhiên, chính sách này của Thoát Thoát đã lấy được lòng của những người dân gặp nạn trong trận lụt Hoàng Hà.
Vào cuối thời Nguyên, do chính trị và kinh tế suy thoái, giặc cướp bắt đầu nổi dậy khắp nơi. Mùa đông năm 1350, nỗ lực của Thoát Thoát nhằm trấn áp các hoạt động cướp phá của thủ lĩnh hải tặc Phương Quốc Trân đã thất bại. Khi cuộc khởi nghĩa Khăn Đỏ bùng phát vào năm 1351, các cuộc tấn công ban đầu của quân Nguyên đã thất bại, buộc triều đình phải cử Thoát Thoát đem đại quân trấn áp. Ông tập hợp một đội quân chủ yếu là người Hán vào các năm 1353–54, và đã thành công trong việc đánh bại quân khởi loạn.
Năm 1352, Thoát Thoát đích thân cầm quân đi đánh dẹp cuộc nổi dậy của Hồng Cân quân ở Từ Châu. Chiến dịch thành công chỉ sau sáu ngày, ông được triều đình phong chức Thái sư, còn được khắc bia ghi công. Hưởng ứng theo Thoát Thoát, các lãnh chúa địa phương đã điều động quân đội bao gồm người Hán, người Mông Cổ và người Miêu để cùng hợp sức đàn áp cuộc khởi nghĩa. Đến mùa đông năm 1353, quân Khăn Đỏ gần như đã bị tiêu diệt hoàn toàn ở bờ phía bắc sông Trường Giang. Mặc dù vậy, nạn cướp biển và hành vi độc chiếm Đại Vận Hà ở Cao Bưu, Giang Tô của trùm buôn lậu muối Trương Sĩ Thành vẫn ngăn chặn các chuyến hàng ngũ cốc từ Hoa Nam và gây ra nạn đói ở kinh đô. Thoát Thoát đề xuất kế hoạch trồng lúa gạo ở trung tâm Hà Bắc, tuyển chọn 2.000 nông dân từ Hoa Nam và chi 5 triệu tiền giấy cho việc này, đồng thời tập hợp một đội quân để tấn công Cao Bưu nhằm mở lại Đại Vận Hà.
Năm 1354, Thoát Thoát xuất binh đến Cao Bưu để thảo phạt Trương Sĩ Thành. Trước đó, ông đã phản đối việc vua Huệ Tông lập Ái Du Thức Lý Đạt Lạp làm Thái tử, điều này làm chính thái tử và mẹ Kỳ hoàng hậu vô cùng phẫn nộ. Nhân cơ hội Thoát Thoát phải đem quân dẹp loạn, quan Trung thư bình chương chính sự là Cáp Ma (tiếng Trung: 哈麻), một đối thủ chính trị từng là học trò của ông trong cung, và thái tử Ái Du Thức Lý Đạt Lạp, được hậu thuẫn bởi Kỳ hoàng hậu, đã quy tội ông tham nhũng và gièm pha với Huệ Tông, buộc hoàng đế phải tước bỏ chức vị Thái sư của Thoát Thoát. Họ nhanh chóng sắp xếp việc bãi nhiệm và trục xuất ông theo sắc lệnh của triều đình, ngay cả khi cuộc bao vây của Thoát Thoát ở Cao Bưu đang gần kề chiến thắng.

## Cái chết
Mặc dù Thoát Thoát có một số lượng lớn quân đội trung thành dưới quyền mình, vào ngày 7 tháng 1 năm 1355, ông vẫn chấp nhận sắc lệnh của triều đình và đưa ra chỉ thị cho binh lính của mình rằng họ phải tôn trọng người chỉ huy mới sẽ đến thay thế ông. Vì danh tiếng của Thoát Thoát, nhiều binh sĩ dưới quyền ông đã từ chối phục vụ dưới quyền chỉ huy mới, hầu hết đều rời khỏi quân đội hoặc quay sang tham gia quân khởi nghĩa. Thoát Thoát bị cách hết mọi chức vụ và bị lưu đày đi Vân Nam. Đến tháng 12 năm 1355, Cáp Ma giả truyền chiếu lệnh buộc ông phải uống thuốc độc tự vẫn.
Mãi tới năm 1362 thì Thoát Thoát mới được phục hồi danh dự, tuy nhiên cái chết của ông đã phá bỏ mọi nỗ lực củng cố triều đình của Thoát Thoát và cũng đánh dấu sự sụp đổ không thể tránh khỏi của nhà Nguyên.

## Trong điện ảnh
Nhân vật Thoát Thoát được diễn viên Jin I-han thủ vai trong bộ phim truyền hình Hàn Quốc dài tập Hoàng hậu Ki.